# Kresowiec
Kresowiec – polski improwizowany samochód pancerny z okresu wojny polsko-ukraińskiej.
Samochód pancerny Kresowiec powstał w roku 1919. Projektantem tego pojazdu byli inż. Wilhelm Aleksander Lützke-Birk (profesor Politechniki Lwowskiej) oraz jego współpracownik inż. Witold Aulich. Pojazd powstał na bazie trzykołowego pługa motorowego dokładnie nie znanej marki. Kadłub opancerzono we lwowskich Warsztatach Kolejowych za pomocą blachy żelaznej o grubości 10 mm. Uzbrojenie stanowiły trzy karabiny maszynowe, dwa umieszczono w bocznych sponsonach, a jeden z przodu. Silnik zamknięto w pancernej obudowie o charakterystycznym cylindrycznym kształcie. Z tyłu znajdowało się koło sterujące. Na dachu pojazdu zamontowana była wieżyczka obserwacyjna dowódcy.
Nie ma informacji na temat użycia pojazdu Kresowiec w boju, prawdopodobnie pod koniec maja 1919 wraz z drugim pojazdem (Tank Piłsudskiego) wszedł w skład oddziału znanego jako Związek Aut Pancernych.